# Trichogenes longipinnis
Trichogenes longipinnis är en fiskart som beskrevs av Heraldo A. Britski och Ortega, 1983. Trichogenes longipinnis ingår i släktet Trichogenes och familjen Trichomycteridae. Inga underarter finns listade i Catalogue of Life.